# Hexanol
Hexanol kan verwijzen naar elk van de alkanolen met een onvertakte keten van zes koolstofatomen, met als algemene brutoformule C6H14O. Daarnaast worden op historische gronden ook de isomere alkanolen met vertakte ketens, maar wel met zes koolstofatomen soms als hexanolen beschreven.

## Lijst van hexanolen
| Structuur | IUPACnaam              | Synoniem(en)                   | Stereoisomerie | Kookpunt (°C) | Smeltpunt (°C) |
| --------- | ---------------------- | ------------------------------ | -------------- | ------------- | -------------- |
|           | hexan-1-ol             | n-hexanol                      |                | 158           | - 45           |
|           | hexan-2-ol             |                                | R en S         | 140           | - 23           |
|           | hexan-3-ol             |                                | R en S         | 135           | 6              |
|           | 2,2-dimethylbutan-1-ol |                                |                | 137           |                |
|           | 2,3-dimethylbutan-1-ol |                                | R en S         | 145           |                |
|           | 2,3-dimethylbutan-2-ol |                                |                | 119           |                |
|           | 3,3-dimethylbutan-1-ol | neo-hexanol neo-pentylcarbynol |                | 143           | -60            |
|           | 3,3-dimethylbutan-2-ol | pinacolylalcohol               | R en S         | 120           | 6              |
|           | 2-ethylbutan-1-ol      |                                |                | 146           | -114           |
|           | 2-methylpentan-1-ol    |                                | R en S         | 147           |                |
|           | 2-methylpentan-2-ol    |                                |                | 121           |                |
|           | 2-methylpentan-3-ol    |                                | R en S         | 126           |                |
|           | 3-methylpentan-1-ol    |                                | R en S         | 152           |                |
|           | 3-methylpentan-2-ol    |                                | RR,RS en SR,SS | 134           |                |
|           | 3-methylpentan-3-ol    |                                |                | 122           |                |
|           | 4-methylpentan-1-ol    | iso-hexanol                    |                | 152           |                |
|           | 4-methylpentan-2-ol    |                                | R en S         | 131           |                |